# فورش جانکشن (آرکانزاس)
فورش جانکشن (به انگلیسی: Fourche Junction) یک منطقهٔ مسکونی در ایالات متحده آمریکا است که در آرکانزاس واقع شده‌است. فورش جانکشن ۱۳۲٫۸۹ متر بالاتر از سطح دریا واقع شده‌است.